# Hélène Girard (personnage)
 (septembre 2022).
Hélène Girard est un personnage de fiction apparaissant dans plusieurs séries télévisées créées par Jean-François Porry, à savoir Premiers Baisers, Hélène et les Garçons, Le Miracle de l'amour, Les Vacances de l'amour et Les Mystères de l'amour, sans compter un épisode de Salut les Musclés. Dans toutes ces séries, le personnage est interprété par l'actrice Hélène Rollès.
Hélène Girard  est avant tout un personnage secondaire de Premiers Baisers. Elle est la grande sœur et la confidente de Justine Girard, l'héroïne de la série. Justine étant à l'origine un personnage secondaire de Salut les Musclés (les deux séries partagent le même univers de fiction et ont le même créateur, Jean-François Porry), Hélène apparaît en toute logique dans cette dernière série, le temps d'un épisode servant de transition avec Premiers Baisers.
Dans Premiers Baisers, le personnage d'Hélène, bien que secondaire, est apprécié des fans, au point de se voir attribuer plus d'importance avec la création d'Hélène et les Garçons, un spin-off dont Hélène est l'héroïne, mettant en scène son quotidien d'étudiante à l'université.
Hélène apparait plus tard dans les différentes suites d'Hélène et les Garçons : Le Miracle de l'amour, Les Vacances de l'amour et Les Mystères de l'amour.

## Biographie du personnage

### AvantPremiers Baisers
Hélène Girard est la fille de Roger et Marie Girard, ainsi que la sœur aînée de Justine Girard. Originaire de France, la famille Girard vit pendant plusieurs années en Australie. Justine, la cadette de la famille, est la première à revenir en France ; en attendant le retour de ses parents, elle est hébergée par son oncle Framboisier (lequel partage un appartement avec ses amis musiciens), dans la sitcom Salut les Musclés.
Hélène et ses parents apparaissent dans l’épisode 98 de Salut les Musclés, mettant en scène le retour des Girard en France et leurs retrouvailles avec Justine.

### DansPremiers Baisers
Hélène apparaît ensuite dans une trentaine d'épisodes de Premiers Baisers. Âgée alors d’environ 18 ans, elle est étudiante et sert de confidente à sa sœur Justine, l’héroïne de la série, notamment quand il s'agit de parler de ses histoires de cœur. Elle-même aura plusieurs petits amis successifs, notamment Olivier et Antonin (qui n'apparaissent que rarement à l'écran). 
Hélène devient par la suite le personnage central d'une autre série, Hélène et les Garçons. Dès lors, elle apparaît plus rarement dans Premiers Baisers, notamment dans un épisode où elle vient présenter à sa famille son nouveau petit ami, Nicolas, rencontré à l'université (voir ci-après). 

### DansHélène et les Garçons
Dans les premiers épisodes d’Hélène et les Garçons, Hélène, étudiante en sociologie à l'université Paris 14, vit dans une chambre de la résidence universitaire avec ses amies Cathy et Johanna (elle changera à plusieurs reprises de colocataires au cours de la série). Un  jour, les trois amies rencontrent trois étudiants en lettres, membres d’un même groupe de rock : Nicolas, Étienne et Christian. Hélène tombe rapidement amoureuse de Nicolas, qui devient son petit ami. Bien qu’elle ne souhaite pas faire carrière dans la musique, Hélène va à plusieurs reprises mettre à profit ses talents de chanteuse pour enregistrer des chansons écrites par les garçons, écrivant elle-même à l'occasion.
Toutefois, le bonheur d’Hélène et Nicolas bascule avec l’arrivée de Thomas Fava, un producteur de disques arrogant et cynique. Thomas parvient à séduire Hélène, qui décide de quitter Nicolas pour lui. Bientôt, Hélène prend conscience de son erreur et revient vers Nicolas.
Par la suite, Hélène se montre aussi fidèle en amour qu’en amitié et forme avec Nicolas un couple stable (bien que sa rencontre avec Jacques, un ami d'enfance de Nicolas, ne la laisse pas indifférente). Le plus souvent, elle joue le rôle de confidente pour ses amis, qui se montrent moins raisonnables qu’elle dans leur vie amoureuse. Elle pardonnera aussi à Nicolas ses quelques infidélités, notamment quand il la trompera avec une autre étudiante, Nathalie, ou encore avec la photographe toxicomane Arielle.

### DansLe Miracle de l'amour
Hélène, Nicolas et leurs amis sont toujours étudiants, mais ils ont quitté leur résidence universitaire pour s’installer ensemble dans une grande maison. Hélène et Nicolas y vivent en couple et partagent la même chambre. Au bout d’une quinzaine d’épisodes, Hélène doit toutefois laisser Nicolas et partir en Australie pour veiller sa grand-mère malade. En Australie, elle rencontre un homme pour qui elle décide de quitter Nicolas, à qui elle envoie une lettre de rupture. Son amour pour Nicolas s’avérant finalement plus fort, elle se réconcilie avec lui après son retour en France.
Quelque temps après, la grand-mère d’Hélène est à nouveau malade. Hélène part donc à nouveau en Australie, mais cette fois-ci, Nicolas l’accompagne. Hélène et Nicolas quittent alors définitivement la maison où ils cohabitaient avec leurs amis.

### DansLes Vacances de l'amour
Hélène est absente des trois premières saisons des Vacances de l'amour. Il est expliqué qu'elle a quitté Nicolas après que celui-ci l'a trompée. Tandis que Nicolas est parti pour Love Island, dans les Antilles, Hélène est restée en Australie. Plus tard, il est révélé qu'Hélène était enceinte au moment où Nicolas est parti, mais qu'elle a ensuite fait une fausse couche.
Depuis sa rupture avec Nicolas, Hélène a refait sa vie avec le docteur Blake, un médecin, mais ce dernier est finalement laissé pour mort dans un accident d'avion. Hélène décide alors de rejoindre Nicolas à Love Island, dans l'espoir de donner une nouvelle chance à leur couple. À Love Island, elle retrouve non seulement Nicolas, mais aussi plusieurs de leurs amis de la faculté, à commencer par Johanna. Le cœur de Nicolas balance alors entre Hélène et Jeanne Garnier, une femme qu’il a entre-temps rencontrée. Hélène décide finalement de se sacrifier et de tirer un trait sur son histoire d’amour avec Nicolas, mais elle reste tout de même à Love Island.
Un jour, lors d'une escapade en voilier avec son ami José, Hélène se cogne la tête et tombe à l'eau. Personne ne parvient à la retrouver. Hélène est alors laissée pour morte. En réalité, Hélène a été repêchée par un bateau qui l'emmène à Caracas, mais le choc l'a rendue amnésique. Elle rencontre Rudy, qui la ramène à Love Island et lui apportera un soutien constant par la suite. Ce n'est qu'après son retour à Love Island qu'Hélène parvient à se rappeler son prénom (tout le monde l'appelait alors Francesca). Peu après, Hélène tombe dans les griffes d'Audrey Mc Allister, une redoutable femme d'affaires, qui profite de son amnésie pour lui faire croire qu'elle est sa sœur : Audrey veut ainsi éloigner Hélène de Nicolas afin de manipuler ce dernier à sa guise, car elle a besoin de lui pour pouvoir mener à bien un important projet immobilier. À la suite d'un malaise, Hélène va toutefois retrouver la mémoire, en même temps qu'elle retrouve ses amis.
Plus tard, Hélène devient chauffeur de taxi, en partenariat avec Rudy.
À la fin de la série, Jeanne est laissée pour morte dans un accident d’avion. Hélène et Nicolas se rapprochent alors.

### DansLes Mystères de l'amour
Hélène et Nicolas ont à nouveau rompu, ne pouvant se mettre d'accord à l'idée d'avoir un enfant ou non. Désormais, Hélène travaille pour une association humanitaire, « La Chaîne de l'espoir », qui l'amène à voyager jusqu'en Éthiopie. Lors de son retour à Paris, elle retrouve avec joie Nicolas, avec lequel elle a gardé de bonnes relations malgré leur rupture.
Tandis que Nicolas renoue avec Jeanne (qui, en réalité, a survécu à son accident d'avion), Hélène subit les sollicitations d'un de ses collègues de « La Chaîne de l'espoir », Philippe, qu'elle considère simplement comme un ami. Elle se prend d'affection pour un enfant nommé Tim, qu'elle a pris sous son aile car la famille d'accueil dans laquelle il devait aller n'a pas pu le prendre. Tim suit Hélène quand celle-ci s'installe dans une maison à la campagne avec ses amis.
Ensuite, elle retrouve sa sœur Chloé, puis entame une relation avec Peter Watson, homme d'affaires connu sur Love Island dans la saison 4 des Vacances de l'amour. Peter demande Hélène en mariage. Quelque temps plus tard, alors que Peter est en déplacement, Hélène apprend que ce dernier a été victime d'un accident d'avion. Quelques jours plus tard, elle reçoit finalement un appel de Peter qui est vivant et a survécu au crash. Le mariage d'Hélène et Peter a finalement lieu, mais il est perturbé par l'arrivée en pleine cérémonie d'Audrey McAllister, qui annonce être toujours mariée à Peter. Les projets matrimoniaux d'Hélène et Peter sont donc momentanément suspendus à la volonté d'Audrey.
Hélène et Peter se marient et adoptent ensemble deux enfants. Le couple finira néanmoins par divorcer. 
Hélène épouse ensuite Nicolas à Love Island.
Hélène et Nicolas deviennent les parents d'un petit garçon, prénommé Niels, né à Noël, lors d'un séjour de la bande à la montagne.
Hélène, victime de plusieurs malaises, apprendra avec son époux l'arrivée prochaine d'un second enfant. La grossesse de cette dernière se passe bien, jusqu'au jour où en allant chercher Niels à la crèche, elle a un grave accident de voiture avec Nicolas.